# Rose Terry Cooke
Rose Terry Cooke (ur. 17 lutego 1827, zm. 18 lipca 1892) – amerykańska poetka.

## Życiorys
Rose Terry Cooke urodziła się 17 lutego 1827 w miejscowości West Hartford w stanie Connecticut. Jej rodzicami byli Henry Wadsworth Terry and Anne Wright Hurlbut. Uczyła się w Hartford Female Seminary. W 1857 cieszyła się na tyle dobrą opinią jako poetka, że James Russell Lowell zaproponował jej napisanie otwierającego numer opowiadania do The Atlantic Monthly. W 1873 wyszła za mąż za Rollina H. Cooke'a. Zmarła 18 lipca 1892 w Pittsfield w stanie Massachusetts. 

## Twórczość
Rose Terry już w szkole dała się poznać jako autorka wierszy i dramatów. Debiutowała wierszem ogłoszonym w 1851 w New York Daily Tribune, który spotkał się z uznaniem wydawcy Charlesa A. Dany. W 1861 wydała pierwszy tomik wierszy. Po ślubie pisała przede wszystkim opowiadania z wiejskiego życia Nowej Anglii, wydane w tomach Hoppy Dodd (1878), Somebody's Neighbors (1881), Root-bound (1885), The Sphinx's Children (1886), Steadfast (1889) i Huckleberries (1891). W 1888 opublikowała wiersze zebrane (Complete Poems). Do jej znanych wierszy należy utwór The Two Villages. Napisała również wiersz o pająku (Arachne). Przywołuje się też będący rozwinięciem słów z Ewangelii epigramat Unto me.